# DB VT 24 sorozat

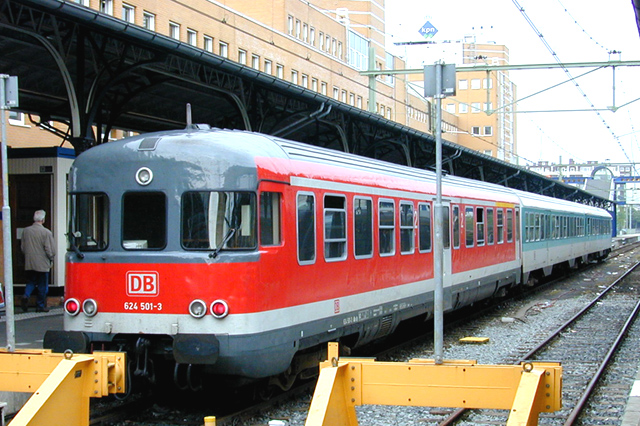
A motorvonat modernebb piros festésben

A DB VT 23 sorozat és a DB VT 24 sorozat (későbbi pályaszámukon DB 624 sorozat, DB 634 sorozat) egy-egy német dízelmotorvonat-sorozat volt. A prototípus 1961-ben készült el, a sorozatgyártás 1964 és 1968 között zajlott. A DB 2005-ben selejtezte a járműveket.